# Karakó
Pour les articles homonymes, voir Karako (homonymie).
Karakó est un village de Hongrie, situé dans le département de Vas (Hongrie). Lors du recensement de 2001, il y avait 237 habitants.